# Erwin Pfeffer
Erwin Pfeffer (* 1. Mai 1914 in Königsberg; † 8. Juli 1971 in Pocking) war ein deutscher Politiker des Gesamtdeutschen Blocks.

## Leben
Der aus Ostpreußen stammende Pfeffer wurde 1920 Vollwaise und erlernte das Schriftsetzerhandwerk im Zeitungs-, Kunst- und Buchdruck. Im Jahr 1934 wurde er Polizeianwärter und in den Jahren 1935 sowie 1936 ging er einer aktiven Dienstpflicht bei der Luftwaffe nach. Er wurde 1937 Flugschüler in Devau/Königsberg, erlangte sämtliche Zivil- und Militärflugzeugführerscheine mit Blindflug und machte eine Spezialausbildung zum Erprobungs- und Reiseflieger. Danach war er beim Luftdienst in Berlin/Rangsdorf und wurde 1939 zum Kriegsdienst als Flugzeugführer eingezogen. Er erwarb das Eiserne Kreuz I. sowie II. Klasse. Aufgrund eines Flugzeugabsturzes in Rumänien im Jahr 1941 wurde er jedoch schwerkriegsbeschädigt. Nach seinem Absturz wurde er 1943 Leutnant und geriet 1945 in amerikanische Gefangenschaft.
Er war nach seiner Entlassung in der Landwirtschaft tätig und ab November 1947 Kreisgeschäftsführer des Sozialverbandes VdK Griesbach/Rottal. Außerdem wurde er Gewerkschaftsmitglied und 1948 Mitglied des Kreistages und war von 1950 bis 1954 Mitglied des Bayerischen Bezirksverband-Beirates Niederbayern. Zudem folgte eine Berufung zum Sozialrichter.
Pfeffer war vom 27. November 1950 bis zum 3. Dezember 1958 für den Wahlkreis Niederbayern Mitglied des Bayerischen Landtages und dort von 1950 bis 1957 Mitglied der GB/BHE-Fraktion sowie von 1956 bis 1958 Mitglied der GB-Fraktion. Im Landtag war er des Weiteren Mitglied des Ausschusses für Fragen des Beamtenrechts und der Besoldung, des Ausschusses Bayern Pfalz, des Ausschusses für den Staatshaushalt, des Arbeitsausschusses Landesentschädigung, des Ausschusses für Grenzlandfragen, des Ausschusses für Sozialpolitische Angelegenheiten, des Ausschusses für kulturpolitische Angelegenheiten sowie des Unterausschusses Landarbeiterfragen. Von 1950 bis 1954 war er außerdem Mitglied des Landesgesundheitsrates.

## Auszeichnungen
- Eisernes Kreuz II. Klasse
- Eisernes Kreuz I. Klasse